# Radikální husité

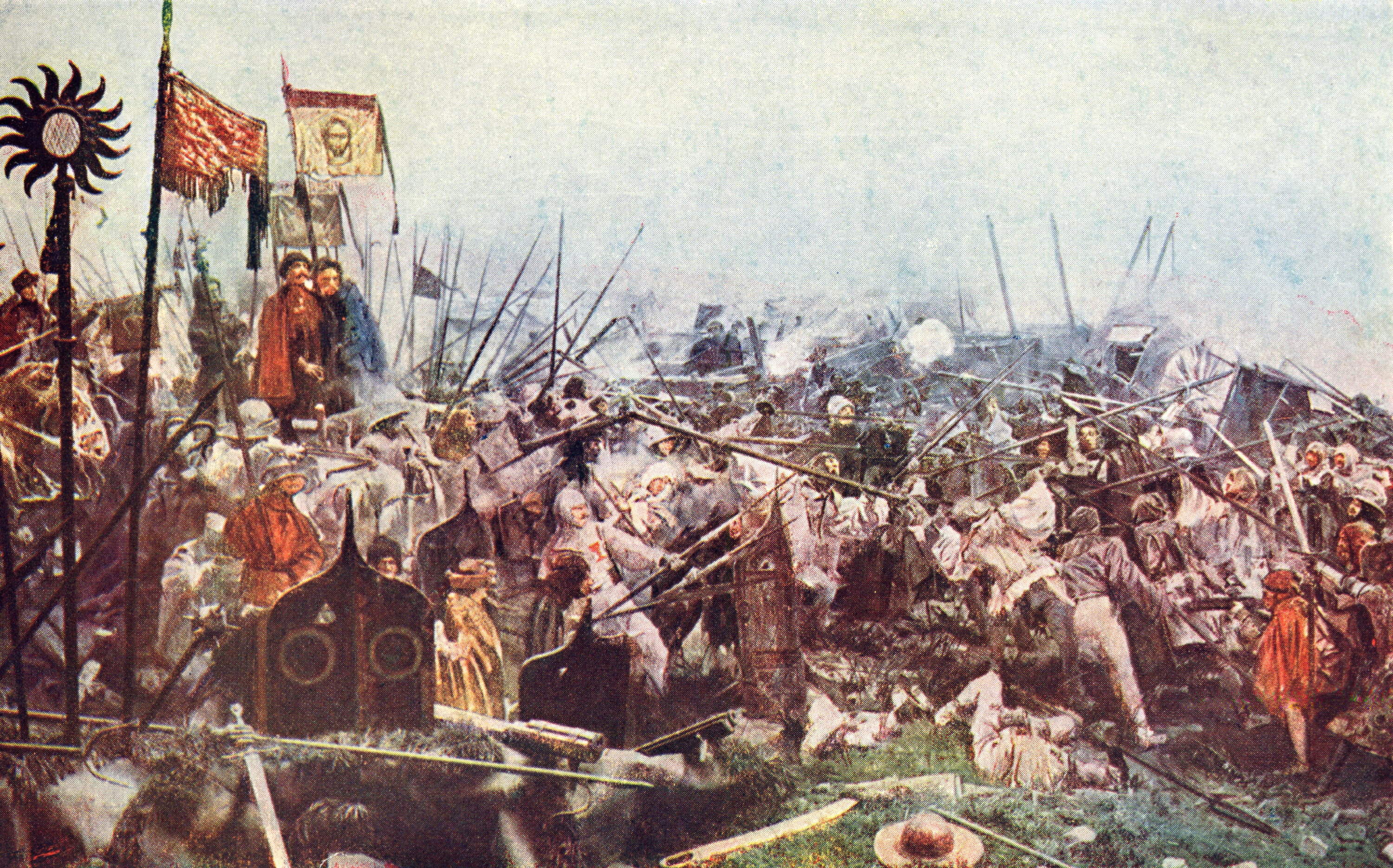
Luděk Marold: Bitva u Lipan – skupina táborských a sirotčích vojevůdců. Zobrazeni zde jsou Prokop Holý, Prokop Malý, Jan Roháč z Dubé a ozbrojenci Jana z Bergova

Radikální husité byli krajními stoupenci učení Jana Husa (kolem 1370–1415), českého náboženského reformátora a kazatele, který byl označen za kacíře, exkomunikován z katolické církve a posléze upálen. Jeho smrt na hranici vyvolala v Čechách celonárodní protesty a volání po náboženské svobodě podle Husových představ. Husitské hnutí se postupně rozdělilo do dvou táborů: na umírněné kališníky (zejména husitská šlechta a pražané) a radikály (tábority a sirotky), kteří zastávali mnohem radikálnější teologické i sociální názory. Radikálové se vyznačovali nesmlouvavostí vůči katolické církvi. Do této skupiny patřili hlavně chudí a nižší šlechta, neboli ti, kteří nevlastnili majetek, o který by v rámci plnění pražských artikulů mohli přijít. Radikální husité požadovali mnoho změn a byli ochotni zacházet až do krajností. To postupně vedlo k neshodám a konfliktům s ostatními husity.
Táborité byli nejradikálnější větví husitů. Sídlili v Táboře, městě, které sami založili a nad svými obyvateli nastolili majetkovou rovnost (všichni vlastnili stejně, všichni si byli rovni). Další radikálové působili v Praze v okruhu Jana Želivského, i když se pražští husité vyprofilovali umírněněji. Další radikální skupinou se stali orebité, kteří se po smrti Jana Žižky v roce 1424 označovali jako sirotci.
Roku 1436 byla v Jihlavě vyhlášena kompaktáta, která znamenala kompromisní smír husitů s církví i s králem Zikmundem Lucemburským. Z revolučních bojů tak vyšlo vítězně konzervativní husitské křídlo (utrakvisté), jehož pozice se dále upevnila po nástupu Jiřího z Poděbrad na český trůn. V 16. století bylo hnutí prakticky přehlušeno reformací.